# Kingsland (Georgia)
Kingsland es una ciudad ubicada en el condado de Camden en el estado estadounidense de Georgia. En el censo de 2000, su población era de 10.506.

## Demografía
En el 2000 la renta per cápita promedia del hogar era de $41,303, y el ingreso promedio para una familia era de $44,708. El ingreso per cápita para la localidad era de $14,997. Los hombres tenían un ingreso per cápita de $32,795 contra $20,856 para las mujeres.

## Geografía
Kingsland se encuentra ubicado en las coordenadas 30°47′41″N 81°40′18″O / 30.79472, -81.67167 (30.794612, -81.671720).
Según la Oficina del Censo, la localidad tiene un área total de 43,7 km² (16,9 mi²), de la cual 43,3 km² (16,7 mi²) es tierra y 0,4 km² (0 mi²) (0.90%) es agua.